# Kumaragupta I

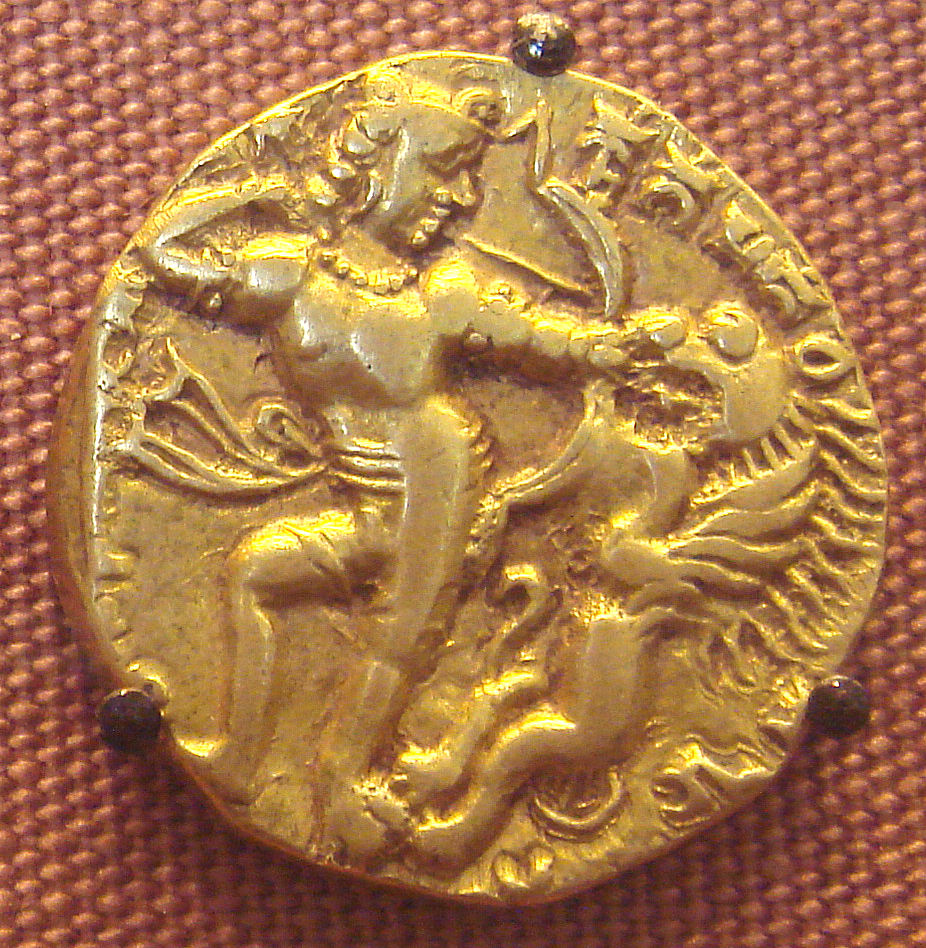
Gouden munt van Kumaragupta. De afbeelding verbeeldt hoe de keizer een leeuw doodt.

Kumaragupta I was keizer ("maharajadhiraja") over het Guptarijk tussen ongeveer 415 en 455 n.Chr.. Hij was een zoon van Chandragupta II en diens belangrijkste vrouw Dhruvadevi. Tijdens Kumaragupta's regering was het rijk op het hoogtepunt van haar macht; het strekte zich uit over vrijwel het gehele noorden van India, van de Himalaya tot de Narmada en van Kamarupa (Assam) tot aan de Indus. 
Kumaragupta's regering was het laatste deel van een lange stabiele periode van vrede en welvaart. Desondanks voerde deze keizer het ashvamedharitueel (het Vedische paardenoffer) uit, wat normaal gesproken betekent dat hij militaire overwinningen boekte. In zijn laatste jaren hadden de Gupta's te maken met een opstand van de Pushyamitra's, een volk in de noordelijke Dekan. In het noordwesten hadden de Witte Hunnen zich in Bactrië gevestigd, een bedreiging die pas na Kumaragupta's dood tot uiting zou komen.
Kumaragupta liet de ijzeren pilaar van Delhi oprichten ter ere van zijn vader Chandragupta II.
Het laatst bekende jaar van Kumaragupta is 126 in de Guptajaartelling, wat overeenkomt met het jaar 445 n.Chr.. De volgende Guptakeizer was Kumaragupta's zoon Skandagupta, hoewel deze opvolging enigszins onduidelijk is. Mogelijk was een andere zoon, Purugupta, kort aan de macht. Sommige historici vermoeden echter dat Purugupta en Skandagupta dezelfde persoon waren.